# مارثا هاي
مارثا هاي (بالإنجليزية: Martha High)‏ هي مغنية أمريكية، ولدت في 1945.

## وصلات خارجية
- الموقع الرسمي
- مارثا هاي على موقع ميوزك برينز (الإنجليزية)
- مارثا هاي على موقع أول ميوزيك (الإنجليزية)
- مارثا هاي على موقع ديسكوغز (الإنجليزية)